# Fernando Soto Rojas
Fernando Soto Rojas (Altagracia de Orituco, Estado Guárico, 30 de mayo de 1933) es un político venezolano. Actualmente es diputado reelecto a la Asamblea Nacional. Fue miembro a la Asamblea Nacional Constituyente, fue diputado a la Asamblea Nacional de Venezuela por el estado Falcón. Exsecretario general de la "Liga Socialista" y exguerrillero de las Fuerzas Armadas de Liberación Nacional en los años 1960.

## Biografía
Conocido como "Comandante Ramiro" después de recibir entrenamiento de guerrilla en Cuba, el 10 de mayo de 1967, Soto Rojas desembarcó junto a cuatro guerrilleros cubanos y otros siete venezolanos en Machurucuto, Venezuela, con el objetivo de contactar al frente Oriental de las Fuerzas Armadas de Liberación Nacional, para derrocar al gobierno de Raúl Leoni.
Los guerrilleros fueron descubiertos casi de inmediato, y sufrieron muchas bajas ante la Guardia Nacional, aunque Soto Rojas logró escapar para incorporarse al Frente Guerrillero Antonio José de Sucre. El incidente fue presentado ante la Organización de los Estados Americanos como un ejemplo de los intentos que Fidel Castro realizó para exportar la revolución cubana al resto de Latinoamérica.
En 1969 decide no acogerse a la política de pacificación del presidente  Rafael Caldera. En  1970, tras su expulsión del Frente Guerrillero Antonio José de Sucre junto a Julio Escalona y Marcos Gómez se marcha hacia el Medio Oriente para sumarse a la Resistencia Palestina como combatiente, ostenta la condición de militante de la Causa Palestina. Es excombatiente de guerra en los años 77 y 78 en el Frente Popular para la Liberación de Palestina

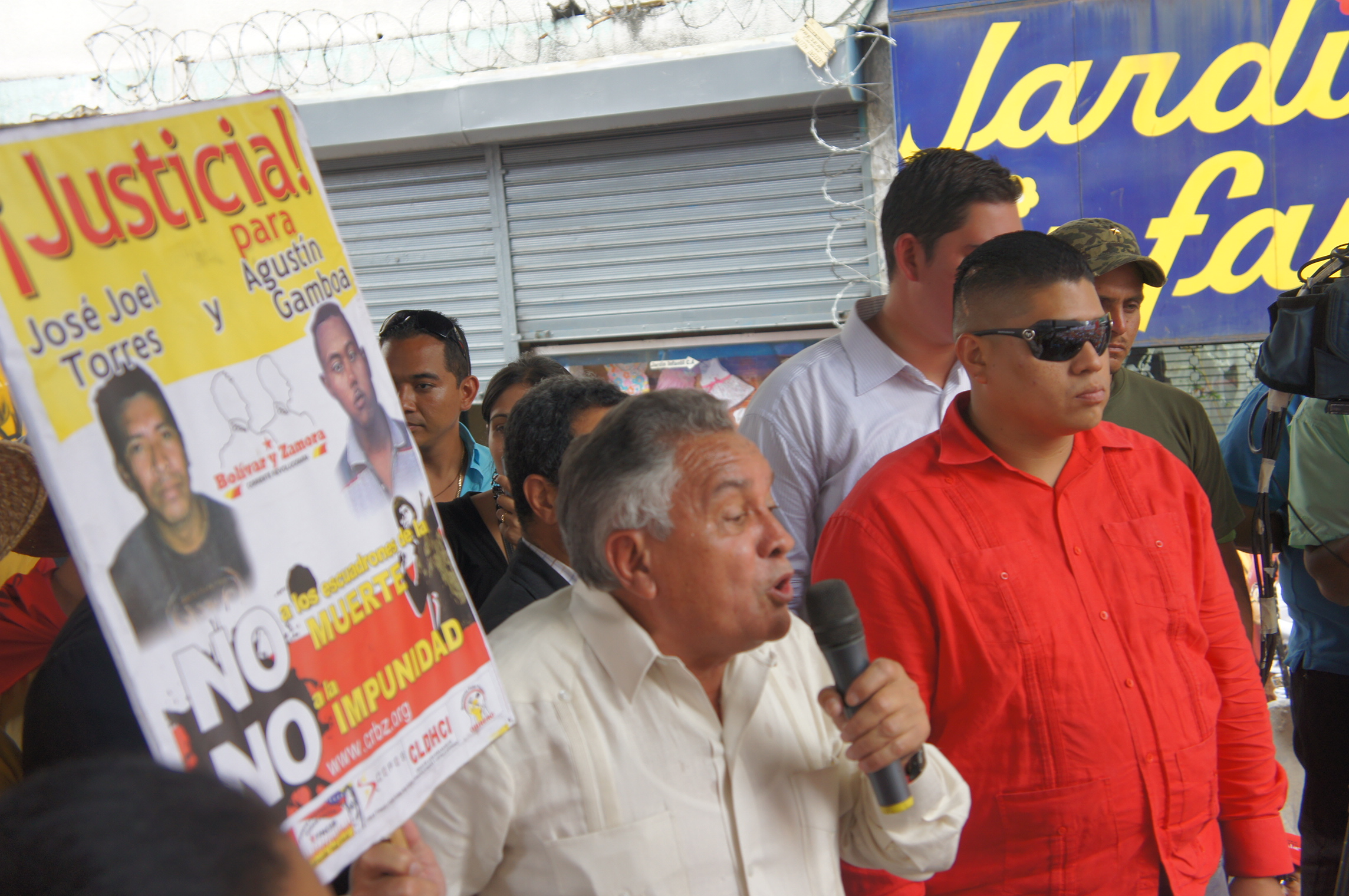
Fernando Soto Rojas denunciando el asesinato de campesinos.

En septiembre de 2008, Soto Rojas y varios miembros de la Coordinadora Simón Bolívar inauguraron una plaza en honor al guerrillero colombiano Manuel Marulanda Vélez en la parroquia 23 de enero en Caracas. Este acto originó críticas del gobierno de Álvaro Uribe, el Senado de Colombia y la oposición venezolana contra el presidente venezolano Hugo Chávez, aunque los responsables del acto aseguraron que Chávez no tuvo algo que ver con el mismo.

## Familia
Su hermano Víctor Ramón Soto Rojas, guerrillero de las FALN, fue detenido entre el 29 de julio y los primeros días de agosto de 1964 en una alcabala de la Guardia Nacional en la entrada de Altagracia de Orituco. De allí lo llevaron a la prefectura y posteriormente lo trasladaron a San Juan de los Morros, estado Guárico. De allí fue trasladado al campamento antiguerrillero de Cúpira, estado Miranda donde fue sometido a desaparición forzada. Su cuerpo no fue encontrado.